# La Granja (metropolitana di Madrid)
La Granja è una stazione della linea 10 della metropolitana di Madrid. Si trova nel Polígono Industrial Vereda del Pobre nel comune di Alcobendas.

## Storia
La stazione fu inaugurata il 26 aprile 2007 come parte del progetto di ampliamento della linea 10 che prende il nome di MetroNorte, volto a dare servizio ai comuni di Alcobendas e San Sebastián de los Reyes

## Accessi
Vestibolo La Granja
- La Granja Calle Sepúlveda, 3 (angolo con Calle La Granja)
- Ascensor (Ascensore) Calle Sepúlveda, 3 (angolo con Calle La Granja)